# Trévières (tổng)
Tổng Trévières là một tổng thuộc tỉnh Calvados trong vùng Normandie.

## Địa lý
Tổng này được tổ chức xung quanh Trévières ở quận Bayeux. Độ cao khu vực này dao động từ 0 m (Bricqueville) đến 81 m (Blay) với độ cao trung bình 39 m.

## Hành chính
| Giai đoạn     | Ủy viên             | Đảng | Tư cách                        |
| ------------- | ------------------- | ---- | ------------------------------ |
| 1975 - 2008   | Roger Jouet         | UDF  |                                |
| 2008 - actuel | Jean-Pierre Richard | DVD  | Retraité, Thị trưởng Trévières |

## Các đơn vị trực thuộc
Tổng Trévières gồm 25 xã với dân số 6 276 người (điều tra dân số năm 1999, dân số không tính trùng)
| Xã                         | Dân số | Mã bưu chính | Mã insee |
| -------------------------- | ------ | ------------ | -------- |
| Aignerville                | 138    | 14710        | 14004    |
| Bernesq                    | 153    | 14710        | 14063    |
| Blay                       | 267    | 14400        | 14078    |
| Le Breuil-en-Bessin        | 258    | 14330        | 14103    |
| Bricqueville               | 110    | 14710        | 14107    |
| Colleville-sur-Mer         | 172    | 14710        | 14165    |
| Colombières                | 225    | 14710        | 14168    |
| Crouay                     | 417    | 14400        | 14209    |
| Écrammeville               | 165    | 14710        | 14235    |
| Étréham                    | 233    | 14400        | 14256    |
| Formigny                   | 244    | 14710        | 14281    |
| Louvières                  | 73     | 14710        | 14382    |
| Maisons                    | 320    | 14400        | 14391    |
| Mandeville-en-Bessin       | 229    | 14710        | 14397    |
| Mosles                     | 253    | 14400        | 14453    |
| Rubercy                    | 93     | 14710        | 14547    |
| Russy                      | 156    | 14710        | 14551    |
| Sainte-Honorine-des-Pertes | 415    | 14520        | 14591    |
| Saint-Laurent-sur-Mer      | 184    | 14710        | 14605    |
| Saon                       | 217    | 14330        | 14667    |
| Saonnet                    | 169    | 14330        | 14668    |
| Surrain                    | 139    | 14710        | 14681    |
| Tour-en-Bessin             | 504    | 14400        | 14700    |
| Trévières                  | 905    | 14710        | 14711    |
| Vierville-sur-Mer          | 237    | 14710        | 14745    |

## Biến động dân số
| 1962                                                     | 1968  | 1975  | 1982  | 1990  | 1999  |
| -------------------------------------------------------- | ----- | ----- | ----- | ----- | ----- |
| 7 041                                                    | 6 501 | 6 086 | 6 133 | 6 203 | 6 276 |
| Nombre retenu à partir de 1962 : dân số không tính trùng |       |       |       |       |       |